# Димитър Христов (спортист)
Вижте пояснителната страница за други личности с името Димитър Христов.
Димитър Христов е европейски шампион по таекуондо ITF. Състезател е на столичния ABC Fight Club с главен треньор и инструктор Красимир Гергинов (VIII дан таекуондо).

## Биография и дейност
Димитър Христов е роден на 8 ноември 1989 г. в Правец. През 2012 г. защитава II дан по таекуондо ITF пред корейския майстор Ким Унг Чол . Многократен държавен шампион по таекуондо в различни дисциплини. Европейски шампион с българския отбор от 2012 г. в дисциплината Power Team Sparring  и от 2015 г. на форми . Носител е на много медали от световни и европейски първенства по таекуондо ITF. Държавен шампион по кикбокс през 2012, 2013 и 2014 г., стилове лайт и киклайт контакт. Завършил Националната спортна академия „Васил Левски“ гр. София, специалност „таекуондо“. Състезател, инструктор и треньор по таекуондо и кикбокс в своя клуб.

## Спортни успехи

### Европейско първенство по таекуондо, Италия, 2015 г.
- Европейски шампион форма до II дан

### Европейско първенство по таекуондо, Беларус, 2014 г.
- Бронзов медал отборно форма мъже

### Световно първенство България 2013 г.
- Бронзов медал отборно спаринг мъже

### Европейско първенство по таекуондо Словения 2013 г.
- Европейски вицешампион Power Team Sparring
- Бронзов медал отборно форма мъже
- Бронзов медал отборно силов тест мъже

### Европейско първенство по таекуондо България 2012 г.
- Европейски шампион Power Team Sparring
- Бронзов медал отборно форма мъже